# Phil Bryant (arciere)
George Philip Bryant, detto Phil (Melrose, 22 febbraio 1878 – Marshfield, 18 aprile 1938), è stato un arciere statunitense.
Partecipò alle gare di tiro con l'arco ai Giochi olimpici di Saint Louis 1904, dove vinse due medaglie d'oro nel doppio York e doppio americano e una medaglia di bronzo nella gara a squadre. Anche suo fratello Wallace fu arciere olimpico.
Nel 1932, Bryant fu presidente del comitato d'organizzazione di Los Angeles 1932.

## Palmarès
In carriera ha conseguito i seguenti risultati:
- Giochi olimpici

St. Louis 1904: due medaglie d'oro nel doppio York e doppio americano e una medaglia di bronzo nella gara a squadre.